# Banari
Banari (en sard, Bànari) és un municipi italià, dins de la província de Sàsser. L'any 2007 tenia 677 habitants. Es troba a la regió de Meilogu. Limita amb els municipis de Bessude, Florinas, Ittiri i Siligo.

## Administració
| Període | Identitat          | Partit        |
| ------- | ------------------ | ------------- |
| 2006-   | Gianpiero Cordedda | Llista cívica |